# City of Birmingham Choir
Il City of Birmingham Choir è una grande società corale consolidata con sede a Birmingham, nel Regno Unito.

## Storia
Il coro fu fondato nel marzo del 1921 e il suo primo presidente altri non era che una figura come Sir Granville Bantock, che era il preside di quella che allora veniva chiamata la Birmingham and Midland Institute School of Music e che era un compositore riconosciuto a pieno titolo. Il nuovo coro presentò il suo primo concerto alla Town Hall il 28 novembre, diretto da Joseph Lewis.
Il coro promuove cinque o più concerti ogni stagione, principalmente nella Symphony Hall o nella Birmingham Town Hall. Molti dei suoi concerti sono accompagnati dalla City of Birmingham Symphony Orchestra. Concerti occasionali si svolgono altrove, come nell'Abbazia di Tewkesbury o nella Cattedrale di Worcester. Il coro partecipa anche a concerti di altre organizzazioni, come ad esempio esecuzioni per il centenario dei grandi oratori di Edward Elgar, Il sogno di Geronte, The Apostles e The Kingdom con la City of Birmingham Symphony Orchestra ed il City of Birmingham Symphony Chorus sotto la direzione del precedente direttore Sakari Oramo.
Le prove si svolgono presso la Friends' Meeting House, Bull Street, nel centro di Birmingham, il martedì sera dalle 18.30 alle 20.30.

## Direttori
Tra i direttori successivi ci sono stati G.D. Cunningham, David Willcocks (1950-1957) e Meredith Davies (1957-1964) e poi Christopher Robinson (1964–2002).
Direttore del coro e direttore musicale (dal 2002) è Adrian Lucas.